# Route 100 (Nouveau-Brunswick)
Pour les articles homonymes, voir Route 100.
La route 100 est une route secondaire du Nouveau-Brunswick suivant la route 1 dans le sud de la province. Elle possède une longueur totale de 49 km (30 mi).

## Description du tracé
La route 100 débute au sud-ouest de Saint-Jean, dans les environs de Lorneville, sur la route 1 (sortie 112). Elle commence sa route vers l'est en croisant la route 7 un peu plus à l'est de son terminus ouest. C'est à cet endroit qu'elle entre dans les limites de Saint-Jean.
La route 100 suit ensuite de très près la route 1, traversant la région urbaine de West Saint John. Après avoir traversé le fleuve Saint-Jean, elle bifurque à droite pour traverser la route 1, étant nommée rue Main, puis elle passe au nord du centre-ville de Saint-Jean. Elle suit ensuite la route 1, mais cette fois-ci au sud, avant de passer au-dessus de la route 1 encore une fois. La route 100 traverse alors les municipalités de la banlieue est de Saint-Jean, tel que Rothesay et Quispamsis. Quinze kilomètres au nord-est, elle bifurque à droite en croisant la route 121 à Hampton pour rejoindre la route 1, terminus est de la route 100.

## Intersections majeures
| Comté      | Ville      | km    | Destinations                             | Notes                         |
| ---------- | ---------- | ----- | ---------------------------------------- | ----------------------------- |
| Saint-Jean | Lorneville | 0,00  | NB-1 – Saint-Jean, Sussex, Saint-Stephen | Sortie 112 de la NB-1         |
| Saint-Jean | Saint-Jean | 2,30  | NB-7 – Oromocto, Fredericton             | Sortie 96 de la NB-7          |
| Saint-Jean | Saint-Jean | 8,40  | Traverse le fleuve Saint-Jean            | Traverse le fleuve Saint-Jean |
| Saint-Jean | Saint-Jean | 11,40 | NB-1 – Sussex, Saint-Stephen             | Sorties 121 à 123 de la NB-1  |
| Saint-Jean | Saint-Jean | 18,70 | NB-1 – Sussex, Saint-Stephen             | Sortie 129 de la NB-1         |
| Kings      | Quispamsis | 32,90 | NB-119 vers NB-1 – Kingston              |                               |
| Kings      | Hampton    | 47,10 | NB-121 nord – Norton                     | Terminus sud de la NB-121     |
| Kings      | Hampton    | 48,00 | NB-1 – Sussex, Saint-Jean                | Sortie 158 de la NB-1         |
|            |            |       |                                          |                               |